# مویین‌تخته
مویین‌تخته (نام علمی: Trichoplax adhaerens) نام یک گونه از شاخه تخت‌زیان است.